# Sociônica
Sociônica ou sociónica (em inglês: socionics) em psicologia e em sociologia, é uma teoria (que não se propõe à área científica e seus enquadramentos) de processamento de informações e tipos de personalidade, baseada no trabalho de Carl Gustav Jung "Tipos Psicológicos"e na teoria de Antoni Kępiński de metabolismo de informação. A sociônica é a modificação da teoria dos tipos de personalidade de Jung, usando oito funções psíquicas em vez de quatro. Essas oito funções cognitivas devem processar informações de acordo com variados níveis de competência e interação com a função correspondente em outros indivíduos, dando destaque a reações e impressões previsíveis - a teoria de relações intertipo. Em contraste às visões geralmente aceitas de psicologia de personalidade sobre a variabilidade da psique humana com base em idade, a sociônica distingue os 16 tipos psicofisiológicos de metabolismo informacional permanentes ao longo da vida.
A questão da existência de tipos de personalidade é considerada extremamente controversa pela psicologia de personalidade moderna. No entanto, a imutabilidade dos tipos psicofísicos da sociônica é determinada pela estabilidade de neuro estruturas do cérebro, ao mesmo tempo em que aceita-se que traços psicológicos de personalidade podem mudar e evoluir ao longo da vida. A comissão da Academia Russa de Ciências (Comissão de Pseudociência) colocou a sociônica entre pseudociências famosas como a astrologia e a homeopatia.
A sociônica se desenvolveu principalmente nos anos 1970 e 1980, primeiramente pela cientista e pesquisadora lituana Aušra Augustinavičiūtė, economista e decana do Departamento de Ciência Familiar da Vilnius Pedagogical University. O nome "sociônica" deriva de sociedade, porque Augustinavičiūtė acreditava que cada tipo sociônico tinha um propósito distinto para sociedade, que pode ser descrito e explicado pela sociônica.
A ideia central da sociônica é que cada informação pode ser intuitivamente dividida entre oito categorias, chamadas aspectos informacionais ou elementos informacionais, que a psique da pessoa processa utilizando oito funções psicológicas. Cada sociotipo (ou tipo sociônico) tem uma correspondência diferente entre funções e elementos informacionais, o que resulta em diferentes formas de perceber, processar e produzir informação. Isso resulta em diferentes padrões de pensamento, valores e respostas que cabem a cada tipo sociônico. A teoria sociônica de relação intertipo é baseada na interação das funções entre diferentes tipos.
Autores independentes apontam a insuficiência empírica para a validação tanto em base quanto em desenvolvimento futuro, assim como a ausência de estudos práticos da sociônica fora da União Soviética. No Ocidente, o termo "sociônica" (alemão: Sozionik) é usado em sentido diferente, para se referir à área interdisciplinar de pesquisa em Inteligência Artificial Distribuída e sua relação com a sociologia.

## Propósito
A sociônica produz meios de predizer a natureza das relações e nível de compatibilidade profissional, compartilhamento de informações e compatibilidade psicológica de pessoas antes de se juntarem a um grupo. Ex: para resolver a "tarefa inversa" da sociometria.
De acordo com Aleksandr Bukalov e Betty Lou Leaver, a sociônica usa tipologia junguiana, modelo informacional da psique e a teoria do metabolismo informacional para análise política e sociológica.
De acordo com G. Fink e B. Mayrhofer, a sociônica é considerada um dos quatro modelos mais populares de personalidade (incluindo a teoria cibernética de Maruyama, o modelo dos cinco fatores Big Five e a tipologia Myers–Briggs Type Indicator - MBTI), merecendo importância especial devido à sua importância no estudo de personalidade.
De acordo com J. Horwood e A. Maw, a sociônica é uma ciência desenvolvida por Augustinavičiūtė nos anos 1970, em que ela e seus colegas trabalhavam com as tipologias de personalidade de Carl Jung para desenvolver perfis de relacionamento baseados em personalidade. Foi descoberto que a natureza e desenvolvimento de relações interpessoais (tanto profissionais quanto pessoais) estão longe de ser aleatórios. Em vez disso, são baseados em quão bem as personalidades dos indivíduos atuam uma com as outras, o que permitiu que Augustinavičiūtė desenvolvesse os 16 'tipos sociônicos' prevendo e descrevendo as relações interpessoais entre combinações de tipos de personalidade de Jung.
De acordo com R. Blutner and E. Hochnadel, "a sociônica não é tanto uma teoria de personalidade em si, mas uma teoria de relações entre tipo, providenciando uma análise dos relacionamentos que surgem como consequência das interações entre os diferentes tipos de personalidade".[1]
O filósofo L. Monastyrsky trata a sociônica como uma pré-ciência. Ao mesmo tempo, L. Monastyrsky propõe que se preste atenção ao "conceito de tipo sociônico". [2]
A filósofa E. Pletuhina define sociônica como o estudo sobre informações de interação da psique humana com o mundo exterior entre pessoas. Ela também a define como a doutrina dos tipos psicológicos das pessoas e suas relações, assim como nota a qualidade particular da sociônica, na medida em que considera as qualidades inatas da psique humana, incluindo tipo de personalidade, que não podem ser arbitrariamente modificadas sem prejuízo à saúde mental e física.

## História
A estrutura básica da sociônica foi estabelecida nos anos 1970 e 1980 por Augustinavičiūtė com um grupo de entusiastas que se conheceram em Vinilus, Lituânia. O que resultou de suas discussões e das descobertas pessoais de Augustinavičiūtė foi um modelo informacional de psique e de interação interpessoal baseada na tipologia Jungiana mas com oito funções cognitivas em vez de quatro. Os primeiros trabalhos de Augustinavičiūtė sobre a sociônica foram publicados entre 1978 e 1980.

## Relação com o MBTI (Myers-Briggs Type Indicator)
De acordo com Betty Lou Leaver, Madeline Ehrman e Boris Shekhtman, o socionics, assim como o MBTI, é um modelo de dezesseis tipos derivado do trabalho de Carl Jung. Ao contrário do MBTI, que é criticado por sua falta de validade e utilidade, o modelo sociônico tenta se aproximar ao máximo do modelo original sugerido por Carl Jung. De acordo com Betty Lou Leaver, "os conceitos de personalidade emana mais frequentemente dos trabalhos de Carl Jung, de quem as teorias e pesquisa desenvolveram em uma junção de inquéritos filosóficos e sociológicos. É um campo da pesquisa que foi chamado de sociônica".
De acordo com Sergei Moshenkov e Tung Tang Wing, "O MBTI e a sociônica são ciências "irmãs" contemporâneas que categorizam e descrevem tipos de personalidade humanos de acordo com a predominância de certas faculdades mentais chamadas funções psíquicas pelo Dr. Carl Jung".
A. Shmelev, em sua resenha do livro "MBTI: definição de tipo" escrito por I. Myers-Briggs e P. Myers, nota que a popularidade dos livros russos sobre sociônica são apelativos para as associações aristocráticas do leitor em massa, em contradição ao os livros de MBTI, que contém dados empíricos e estatísticos na distribuição de tipos em grupos profissionais. S.A. Bogomaz considera a tipologia sociônica uma versão de tipologia pós-junguiana e acredita em questão de critérios há mais perspectiva do que MBTI no estudo das diferenças entre pessoas, pois expande o volume de fatores tipológicos e oferece oportunidade de formar vários grupos com diferentes motivações, atitudes, temperamentos, percepções de informação e modos de pensar. Também é importante o exercício de pré-condições para estudar relações intertipo, que substancialmente não são desenvolvidas dentro do MBTI. Segundo S.A. Bogomaz, a criação da teoria de relações intertipo é indubitavelmente uma contribuição de Augustinavičiūtė para o desenvolvimento de tipologias junguianas.

## Os 16 tipos
Aušra Augustinavičiūtė, a principal desenvolvedora da teoria, costumava usar nomes como Sensory-Logical Introvert (SLI) para se referir aos tipos. No SLI, a função base (dominante) é a percepção introvertida (Si) [não confunda com Si do MBTI]; e a função criativa (secundária) é o pensamento extrovertido (Te). Ela também introduziu a prática de se referir aos tipos pelo nome de uma pessoa famosa do tipo (apesar dos tipos dessas pessoas não serem universalmente aceitos, especialmente sobre "Napoleão"). Por exemplo, ela chamava o SLI de "Gabin" e o SEI de "Dumas". Também, às vezes, nomes como "O Artesão" ou "O Mediador" eram utilizados para expressar o papel social de um determinado tipo - uma convenção introduzida pelo socionista Viktor Gulenko em 1995. Devido às similaridades entre as abreviações da sociônica e do Myers-Briggs Type Indicator (MBTI), frequentemente usadas no inglês, alguns preferem distinguir os nomes dos tipos sociônicos dos nomes presentes no MBTI, escrevendo a última letra (J ou P) em minúsculo (por exemplo, ENTp, ESFj) — uma prática introduzida por Sergei Ganin. Isso é porque a relação entre a sociônica, o MBTI e a Classificação de Temperamento de Keirsey é controversa; e a maioria dos socionistas negam qualquer estrita relação entre os dois. Exemplo: o INTp, na sociônica, corresponde ao INTJ no MBTI, já que sua função dominante, a intuição introvertida, é perceptiva e não julgadora.
Ao dividir a sociônica de acordo com as quatro dicotomias jungianas, são formados os 16 sociotipos.